# Diadegma combinatum
Diadegma combinatum là một loài tò vò trong họ Ichneumonidae.